# Vejbystrand
Vejbystrand är en kommungränsöverskridande tidigare tätort, huvudsakligen belägen i Ängelholms kommun i Skåne län men även innefattande en del av Båstads kommun. Området sammanväxte 2015 med tätorten Ängelholm.
I tätorten ingick Magnarp, som är ihopbyggt med Vejbystrand.

## Historia
Första gången namnet på fiskeläget Vejbystrand förekommer är på en karta från 1865[källa behövs]. Ett ännu äldre namn är Vejbysjö. Båda namnen är bildade till Vejby, ett namn som är betydligt äldre. Vejby förekommer i skrift första gången 1390 som "Væghby", och namnet härstammar antagligen från den tid då vägen genom Vejby var huvudväg från Barkåkra by till Grevie, Västra Karup och Torekov.
Vejbystrand (Vejbysjö) kallades tidigt för "Turkiet", då invånarna skämtsamt och/eller elakt kallades turkarna av bondebefolkningen, som sjöfolket i Vejbystrand förr ofta var i slagsmål med.
Vejbystrand var på 1800-talet en liten fiskeby i nordvästra delen av Vejby. Järnvägen med station i Vejbyslätt blev ett lyft för orten. En ny hamn byggdes 1933-1934, som ersatte den tidigare alltför lilla hamnen. I början av 1900-talet byggdes Kronprinsessan Victorias kustsanatorium (KVS). Satsningen på vård medförde andra verksamheter, såsom Tallhaga och Sommarsol. På 1950- och 1960-talen hade Vejbyparken sin storhetstid, en riktig folkets park.
Vejbystrand är i dag inte bara långsträckta badstränder. Här finns även ett par unika miljöer, såsom Trollskogen och Magnarpsheden. I dag har Vejbystrand vuxit till en ganska ordinär ort med omfattade villabebyggelse av det mest skiftande slag på åkrarna öster om bykärnan närmast hamnen. I Vejbystrand finner man även åretruntservice i form av mataffär, bibliotek, frisörer, pizzeria, pub, hotell och vandrarhem. Vejbystrand har fått en mera stadslik karaktär genom de fem femvåningshus som 2010-2011 byggdes i parken alldeles invid Kronprinsessan Victorias kustsanatorium, samtidigt som köksbyggnaden (ursprunget till KVS, byggd 1903) och den så kallade "Tvätten" (byggd 1925) revs. Därmed utgår sanatoriet ur Skånes kulturmiljöprogram.

### Kronprinsessan Victorias kustsanatorium
Kronprinsessan Victorias kustsanatorium (KVS), namngivet efter dåvarande kronprinsessan Victoria av Baden, som doktor Ernst Lindahl lät uppföra på strandmarken söder om fiskehamnen, har haft stor betydelse för samhället. Det blev byns största arbetsplats under många decennier. Historien om sanatoriet och bygden finns dokumenterad på KVS-museet, som finns inrymt i en av de byggnader som en gång tillhörde sanatoriet.
| ” | Anläggningen i Vejbystrand är ett av fyra exempel på sanatorier i Skåne. Sanatoriet tydliggör den vårdform som utvecklades under tidigt 1900-tal. Arkitekturen exemplifierar de ideal som var rådande för den tidens vårdinrättningar. Byggnaderna tillsammans med parken och strandområdet utgör en väl sammanhållen miljö. | „ |
| – Länsstyrelsen i Skånes kulturmiljöprogram under rubriken "Särskilt värdefulla kulturmiljöer i Skåne". | |   |

### Befolkningsutveckling
| Befolkningsutvecklingen i Vejbystrand 1960–2010 | Befolkningsutvecklingen i Vejbystrand 1960–2010 | Befolkningsutvecklingen i Vejbystrand 1960–2010 | Befolkningsutvecklingen i Vejbystrand 1960–2010 | Befolkningsutvecklingen i Vejbystrand 1960–2010 |
| ----------------------------------------------- | ----------------------------------------------- | ----------------------------------------------- | ----------------------------------------------- | ----------------------------------------------- |
|                                                 |                                                 |                                                 |                                                 |                                                 |
| År                                              |                                                 |                                                 | Folkmängd                                       | Areal (ha)                                      |
| 1960                                            | 1960                                            |                                                 | 703                                             |                                                 |
| 1965                                            | 1965                                            |                                                 | 828                                             |                                                 |
| 1970                                            | 1970                                            |                                                 | 925                                             |                                                 |
| 1975                                            | 1975                                            |                                                 | 1 168                                           |                                                 |
| 1980                                            | 1980                                            |                                                 | 1 558                                           |                                                 |
| 1990                                            | 1990                                            |                                                 | 2 358                                           | 241                                             |
| 1995                                            | 1995                                            |                                                 | 2 721                                           | 262                                             |
| 2000                                            | 2000                                            |                                                 | 2 714                                           | 263                                             |
| 2005                                            | 2005                                            |                                                 | 2 764                                           | 267                                             |
| 2010                                            | 2010                                            |                                                 | 2 721                                           | 274                                             |
| Anm.: Sammanvuxen 2015 med tätorten Ängelholm   |                                                 |                                                 |                                                 |                                                 |

## Kända personer
- Fylgia Zadig
- Pär Hansson
- Ernst Wigforss

## Bildgalleri

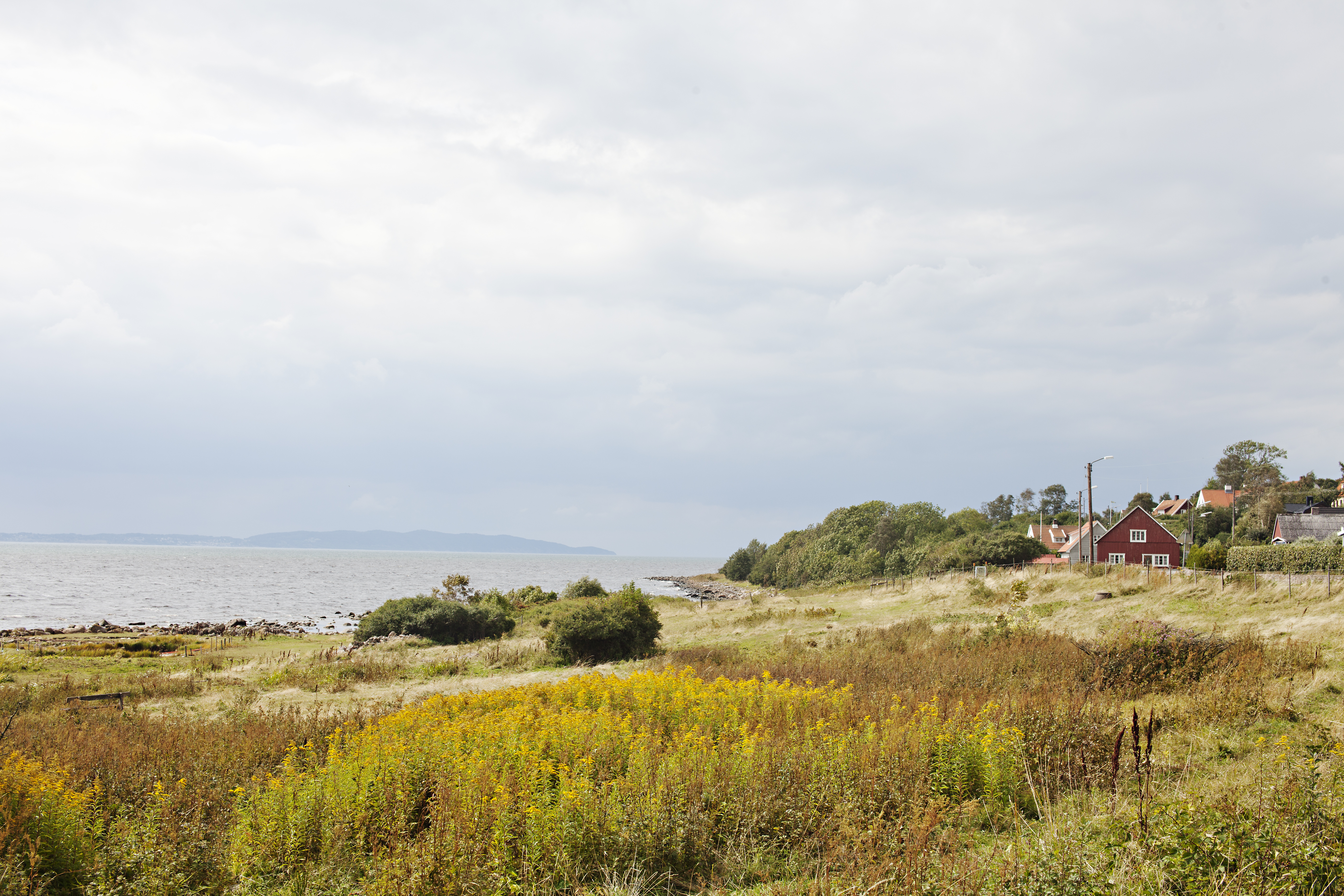
Kustlandskap i Magnarp-Vejbystrand
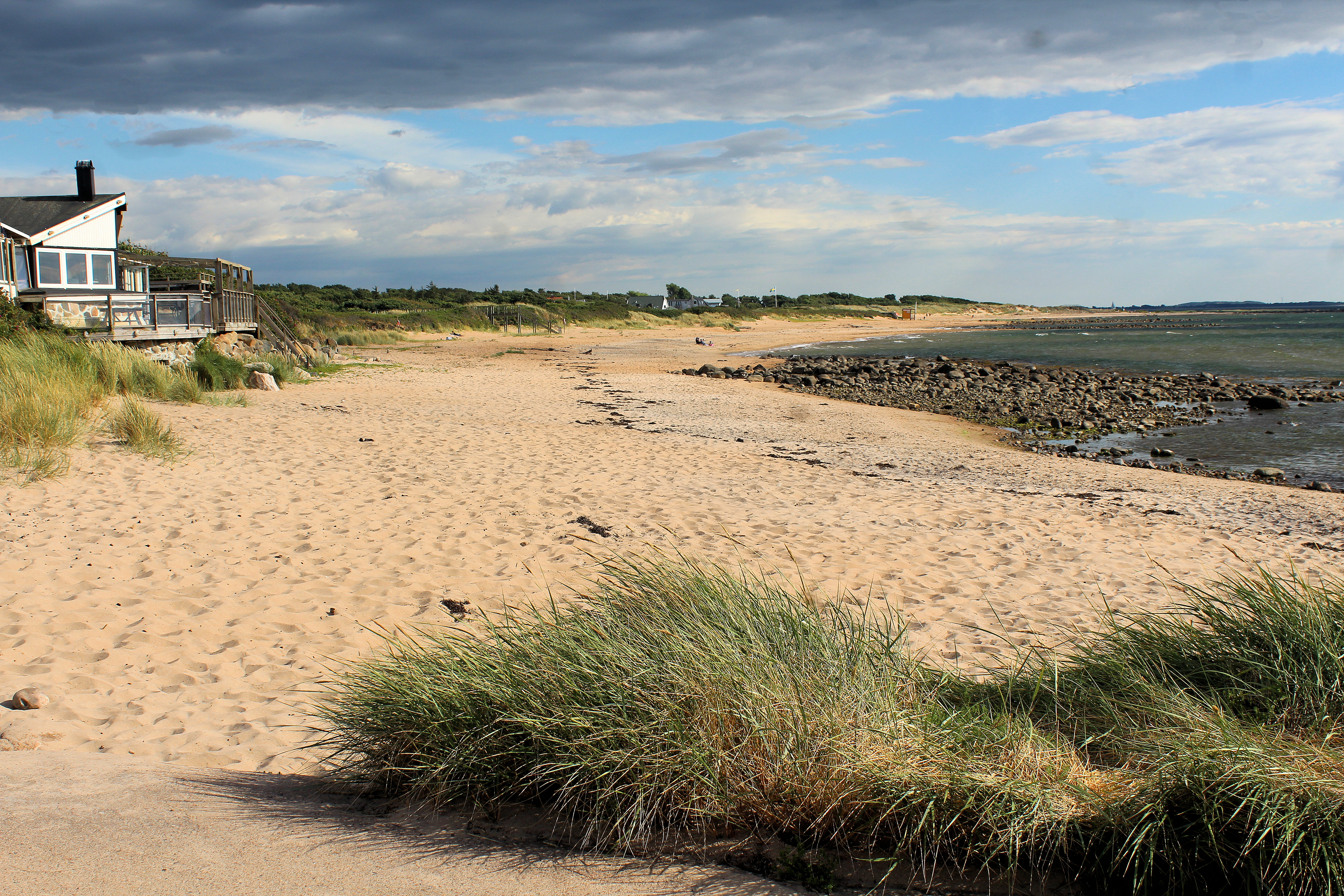
Stranden i Vejbystrand
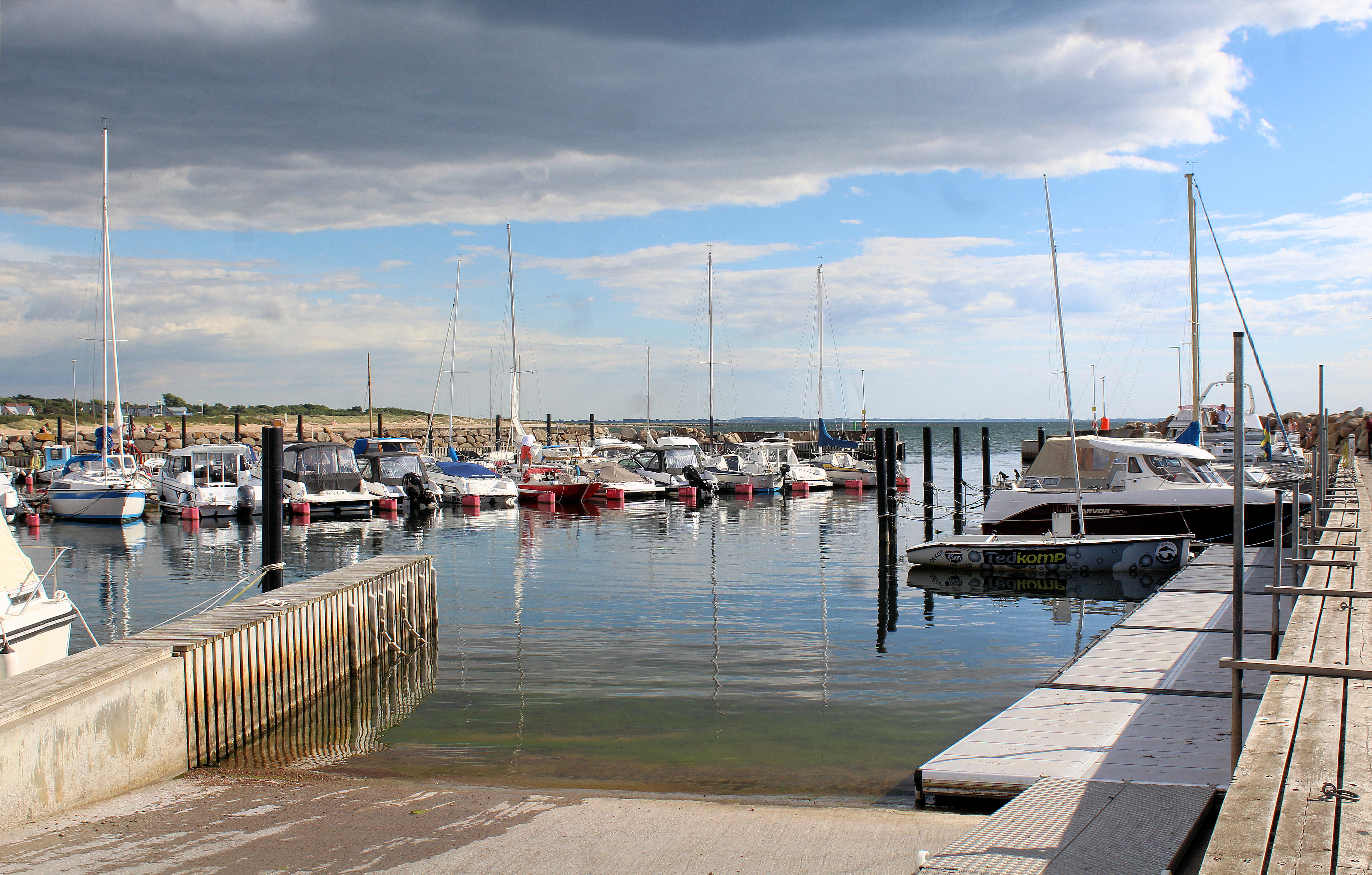
Hamnen